# Lawrence Brignolia
Lawrence Joseph « Larry » Brignolia, parfois Brignoli (15 avril 1876 - 13 février 1958), est un coureur de fond et avironneur américain, d'origine italienne. Il remporte la troisième édition du marathon de Boston, en 1899. Forgeron pesant près de 73 kg, il est la personne la plus lourde à avoir jamais remporté cette course,.  Il est également la seule personne à avoir terminé les trois premiers marathons de Boston, et l'un des deux coureurs (l'autre étant Dick Grant) à avoir participé aux quatre premières éditions de cette épreuve. 

## Jeunesse
Lawrence Brignolia nait en 1876 à Boston, Massachusetts. Fils d'immigrants italiens, lil est le deuxième de sept enfants. Son père travaille comme colporteur de rue et la famille vit au 35 Brookline Street puis au 13 Rockwell Street à Cambridge, Massachusetts. Brignolia fréquente l'école St. Mary's of the Annunciation de Cambridgeport et quitte l'école après la sixième année de cours.  Il est apprenti chez un fabricant de fers à cheval jusqu'à ses quinze ans, travaillant seul ensuite. 

## Marathons de Boston
En avril 1897, il participe au tout premier marathon de Boston, avec dix-huit autres coureurs. Il s'entraîne pendant seulement quelques jours pour l'événement, et explique avoir mangé un copieux petit déjeuner avant la course, ce qui lui a ensuite donné des crampes en courant. Dix coureurs terminent et Brignolia est huitième en 4:06:12, soit 75 minutes après le vainqueur, John McDermott.  
En avril 1898, il s'engage de nouveau dans la course et, même s'il ne put épargner assez pour s'entraîner plus d'un mois pour le marathon, il termine à la cinquième place sur vingt-cinq participants. Son temps de 2:55:49, en nette amélioration par rapport à l'an précédent, est à moins de quatorze minutes du vainqueur, Ronald McDonald, qui a alors couru un temps considéré comme le record du monde.  
L'année suivante, Bragnolia entre dans la course sous la direction de John Bowles de la Cambridgeport Gymnasium Association, qui avait géré McDonald l'année précédente. Les coureurs sont confrontés à un fort vent de face, une circonstance qui avantage Brignolia et son physique plus trapu que les autres concurrents. Il porte des chaussures spéciales avec des tiges en cuir léger lacées presque jusqu'aux orteils, des talons en caoutchouc et des semelles en cuir. Dès le début, Brignolia se bat pour la tête avec Dick Grant, également vétéran des deux marathons précédents. Brignolia établit une avance de 200 mètres au sommet de la colline qui sera plus tard appelée Heartbreak Hill. A mi course, Brignolia a 11 minutes d'avance sur Grant et cinq minutes d'avance sur le record de McDonald vieux d'un an. Ici, son entraîneur, inquiet du manque de préparation de Brignolia, le fait ralentir pour conserver son énergie. À St. Mary's Street, à un mille et demi de l'arrivée, il marche sur une pierre lâche et se tord la cheville. Il est immédiatement pris en main par des assistants pendant cinq minutes, après quoi il marche et court jusqu'à la ligne d'arrivée en 2:54:38 pour gagner la course. Grant termine trois minutes plus tard. 
En 1900, Brignolia revient défendre son titre, mais le rythme est très soutenu dès le début. Brignolia attrape un point de côté après quatre milles. Il est à la quinzième place après huit milles à West Natick, et abandonne après onze milles. La course est remportée par Jack Caffery en un temps record de 2:39:44.  

## Aviron
Brignolia est aussi un rameur qui ramait à l'avant pour le Bradford Boat Club. Il a également ramé en simple. Le jour de la fête du Travail de 1898, il participe à la régate de la New England Amateur Rowing Association sur la rivière Charles, remportant une course novice en simple puis, quinze minutes plus tard, entre dans la course intermédiaire et termine deuxième par une longueur de bateau.  

## Vie privée
Brignolia épouse sa première femme, Nellie Eagan de Cambridge, en 1899.  L'année suivante, ils ont un enfant, Joseph, décédé d'une gastro-entérite à l'âge de deux mois.  Un autre enfant, Lawrence Gerard, naît en 1905. Il se marie ensuite à Annie Lynch (née Willard) en 1918. Celle-ci amène deux enfants d'un précédent mariage à la famille.  Il continue à vivre à Cambridge toute sa vie, travaillant comme fabricant de fers à cheval jusqu'aux années 1930, lorsque cette occupation devient obsolète. Il décède dans un accident de voiture en 1958, à l'âge de 82 ans. À ce moment-là, il pesait environ 136 kg.

## Postérité
En 2000, Brignolia est inscrit au National Italian American Sports Hall of Fame (en).